# Paspalum barclayi
Paspalum barclayi är en gräsart som beskrevs av Mary Agnes Chase. Paspalum barclayi ingår i släktet tvillinghirser, och familjen gräs. Inga underarter finns listade i Catalogue of Life.